# لشکر بیست و نهم پیاده‌نظام (ورماخت)
لشکر بیست و نهم پیاده‌نظام (به آلمانی: 29. Infanterie-Division) یکی از لشکرهای پیاده‌نظام نیروی زمینی آلمان در دوره رایش سوم بود که در جنگ جهانی دوم به عملیات پرداخت.

## تاریخچه عملیاتی

### شوروی
در جریان عملیات بارباروسا لشکر بیست و نهم پیاده‌نظام موتوریزه از روز ۲۵ ژوئن سال ۱۹۴۱ با جدا شدن از سایر نیروهای گروه زرهی ۲ با وجود اعتراض هاینتس گودریان، به فرمان گونتر فن کلوگه جهت سد کردن مسیر بین دو منطقه تحت محاصره بیاویستوک و مینسک، تا ۲۹ ژوئن در ولکوویسک مستقر بود.
پاکسازی شهر اسمولنسک از عناصر ارتش شانزدهم شوروی، در یک نبرد شدید خانه‌به‌خانه، برای  لشکر بیست و نهم پیاده‌نظام موتوریزه سه روز به طول انجامید.